# Guillaume Amfrye de Chaulieu
Guillaume Amfrye de Chaulieu, francoski pesnik in menih, * 1639, † 27. junij 1720.